# واردر استتیستیکل رگین
واردر استتیستیکل رگین (به لاتین: Vardar Statistical Region) یک منطقهٔ مسکونی در جمهوری مقدونیه است.